# 室內空氣品質

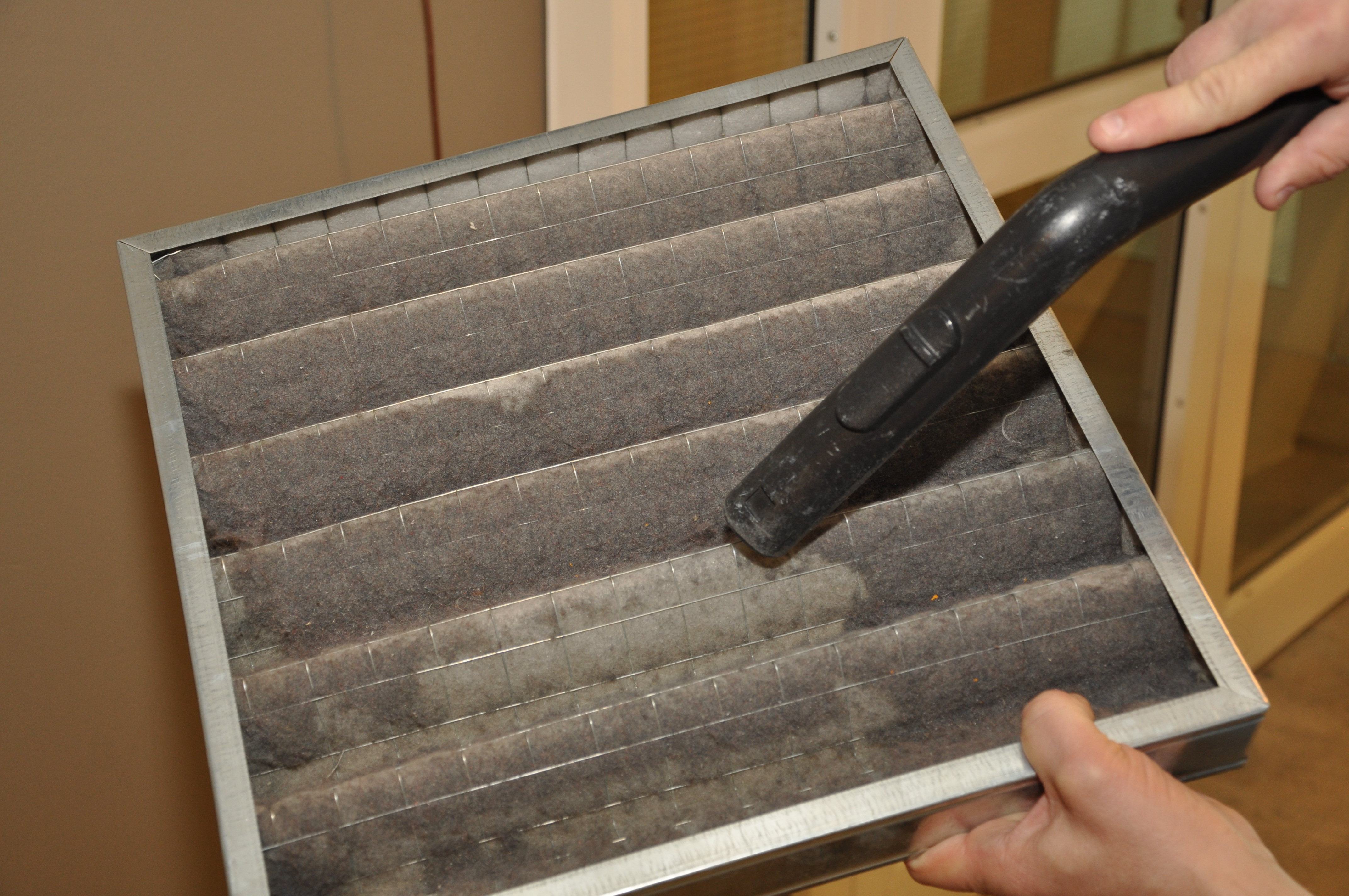
吸塵器中的濾網

室內空氣品質（indoor air quality, IAQ）是指建築物及與其結構內部和周圍的空氣品質，這會影響在建築物內生活人們的健康及舒適。室內空氣品質會受懸浮粒子、微生物（黴菌、细菌）、氣體（特別是一氧化碳、氡、挥发性有机物）或是其他會影響健康的物質所影響。提昇室內空氣品質的主要方式是室外和室內生成源的控制、過濾、再配合通風來稀釋污染物質。
裝修、樓宇翻新等工程對室內空氣質素有重要影響，並會影響鄰舍。除揮發性有機化合物，磨光、切割或打磨建築材料時會產生塵埃，造成室內空氣污染，引致眼鼻刺痛、噁心、頭痛、頭暈，甚至呼吸困難等等。配備動力的裝修工具（如電磨機等）更可於短時間內產生大量粉塵，建築粉塵可引致的疾病包括肺癌、矽肺病、慢性肺阻和哮喘等等。
室內空氣品質是室內環境品質（IEQ, indoor environmental quality）的一部分，其中包括室內空氣品質以及室內生活的其他身體和心理方面（例如照明、視覺品質、聲學和溫度舒適度）。。室內工作場所存在於許多工作環境中，像是辦公室、商場、商店、銷售區、醫院、酒店、圖書館、政府處所、學校和學前兒童保育設施等。儘管這些工作場所不執行涉及危險物質的任務，也無高噪音區域，處於這些工作環境的員工仍可能會出現與病態樓宇綜合症相近的症狀，如眼睛灼熱、喉嚨沙啞、鼻子堵塞和頭痛。這些症狀通常不能歸咎於單一的原因，除了測試空氣品質外，還需要進行全面分析，室內空氣品質會影響建築居住者的健康、舒適和福祉，室內空氣品質差與生產力下降和學校學習困難有關。工作場所的設計、照明、噪音、熱環境、電離輻射以及心理和心理等方面也是必須考慮的因素。德國社會事故保險職業安全和健康研究所的一份報告能協助系統性地調查室內工作場所出現的個人健康問題，並確定切實可行的解決方案。
開發中國家的室內空氣污染是這些國家的主要健康危害之一。它們的主要室內污染源是為了取暖或是烹調而燃燒的生物质（木材、焦炭、糞或作物殘渣）。在這種情況下通常被稱為「家庭空氣污染」。數百萬人面臨著嚴重的健康風險，主要是婦女和兒童。發展中國家總共有約30億人受到這個問題的影響。世界衛生組織（WHO）估計，與烹飪相關的室內空氣汙染每年導致380萬人死亡。 全球疾病負擔研究估計2017年的死亡人數約為160萬。

## 污染物
室內污染物的主要來源包括室外空氣污染源（例如室外污染源進入空氣調節機的風口，甚至經由中央冷凍空調系統傳送至整棟建築物）、室內燃燒源、建材、油漆及塗料、辦公室事務機、清潔產品等化學品、生物性污染物、人類活動（如擁擠人群）等等。
鄰居裝修是室內空氣品質變差的一個主要原因。
牆身、天花等所用的建材（如油漆、石棉、混凝土等）如果剝落又或者被裝修工程所破損的話亦會導致室內空氣污染，如果剝落的油漆或物料含鉛或石棉的話危害更大。
甲醛在應用上多作為合成材料的前驅物，但在化妝品、殺蟲劑、油漆的漆料及木材保存上也多有應用 。在室內的來源多為建築材料、油漆以及室內擺設等等。相比於使用時間較久的房屋，新成屋以及移動式的組合屋中可以發現較高的甲醛濃度。另外一個常見的來源為抽菸，燃燒的過程會導致甲醛釋放，也因此，室內的煤油暖爐和瓦斯爐也是常見的來源。
二手煙的暴露多為非吸煙者吸入吸煙者排出的氣體或是來自於燃燒的菸草製品。香菸燃燒的氣體包含了多達7000多種的物質，而其中約有70種已被辨識為致癌物[7,8,9,10]。室內的二手菸多發生於家中或車上，隨著空氣流通的關係，二手菸也會在不同的房間/上下樓層的公寓內流竄。二手煙中包括气体以及顆粒物質，其中的危害包括一氧化碳的濃度，以及懸浮粒子（小的有PM2.5的大小，也有PM10）會進入肺裡的小支氣管及肺泡裡。若要改善二手煙對室內空氣的影響，最簡單的方式就是避免在室內吸煙。若在室內吸電子煙，也會增加室內懸浮粒子的濃度。

## 危害
裝修、樓宇翻新等工程會產生揮發性有機化合物，磨光、切割或打磨建築材料時更會產生塵埃，這些都會造成室內空氣污染，引致眼鼻刺痛、噁心、頭痛、頭暈，甚至呼吸困難等等，配備動力的裝修工具（如電磨機、修邊機等）更可於短時間內產生大量粉塵，建築粉塵可引致的疾病包括肺癌、矽肺病、慢性肺阻和哮喘等等。
甲醛吸入暴露主要的急性傷害包括眼、耳、喉嚨及鼻腔的刺激性。暴露較高濃度的甲醛甚至會有咳嗽、哮喘、胸痛、氣管炎等。動物實驗顯示會對鼻腔及呼吸道上皮會造成影響、對呼吸道產生病變。在使用尿素甲醛樹脂的女性工作人員身上有觀察到月經異常發生率增加的情況，但在這些研究中可能的干擾因子並未被校正。醫院消毒工人的暴露甲醛並未增加流產的機會。有研究顯示甲醛暴露與肺癌、鼻咽癌的發生有顯著相關。但證據等級並不充分。美國環保局(US EPA)將甲醛視為人類致癌物(Group B1)。 EPA基於動物實驗使用數學模式估計，一個人一輩子連續吸入0.08 µg/m3，因甲醛直接導致罹癌的機會不超過百萬分之一；一個人一輩子連續吸入0.08 µg/m3，因甲醛直接導致罹癌的機會不超過十萬分之一；一個人一輩子連續吸入8.0 µg/m3，因甲醛直接導致罹癌的機會不超萬分之一。
暴露殺蟲劑可能導致眼睛、鼻子、喉嚨刺激性，傷害中樞神經系統及腎臟，也會增加罹癌風險。有可能會發生頭痛、頭暈、肌肉無力以及噁心感。慢性暴露有可能造成肝臟、腎臟以及內分泌神經系統損傷。暴露二氧化碳5000ppm下數小時，會產生頭痛、頭暈、噁心感及其他不適症狀。當二氧化碳濃度到達40000ppm，會替代血液中的氧氣，進而導致窒息造成立即危險。然而，二氧化中毒是很罕見的。
短期及長期暴露於空污當中都會造成各種疾病，包括中風、慢性肺阻塞疾病、呼吸道癌症、氣喘、下呼吸道感染等。世界衛生組織（WHO）也提供了空氣污染跟第二型糖尿病、肥胖、發炎、阿茲罕默症以及失智症的證據。 國際癌症研究機構（IARC）將空氣污染（特別是PM2.5）視為一種致癌物。
根據歐洲環境署（EEA）估計2019年27個歐盟會員國中，大約有31萬早期死亡可以歸因於PM2.5懸浮粒子 ，約有4萬死亡可歸因於二氧化氮 (NO2) ， 約有1萬7千死亡可歸因於地表臭氧。
生物污染造成的健康影響—黴菌、塵蟎、寵物毛屑等生物污染可能造成過敏反應，包括過敏性肺炎、過敏性鼻炎、氣喘。另外會產生各種症狀包括打噴嚏、流眼淚、咳嗽、呼吸急促、頭暈、昏睡、發燒、消化不良等。過敏反應。減少建築粉塵可減少黴菌。
二手菸會造成心臟及肺部疾病：對於不吸菸的成人，暴露於二手菸對心血管會有立即性的傷害，例如造成中風、冠心症或心肌梗塞。在家中或工作中暴露二手菸，會造成罹患肺癌風險增加20–30%。孕婦抽菸導致美國每年超過1000名嬰兒死亡，增加嬰兒猝死的機會。 孕婦暴露二手菸導致新生兒體重過輕、增加健康風險。二手菸中的化學物質可能會導致嬰兒腦中對於呼吸的調控。研究指出，若父母有抽煙兒童生病的機會比較高，比較容易得到氣管炎或是肺炎，更容易有哮喘、咳嗽、呼吸困難等症狀，也較容易有耳朵的感染。二手菸會誘發兒童氣喘，氣喘兒童暴露於二手菸環境中會有更嚴重的氣喘病。

## 改善
提昇室內空氣質素的主要方式是室外和室內生成源的控制、過濾、再配合通風來稀釋污染物質。
大部分的通風方法可以歸納為以下幾種：
自然通風：利用被動的自然空氣流，透過室內外的開口來交換空氣，通常在建築設計上會過門窗的位置及大小搭配來調整風流方向及速度。
機械通風：通過與冷暖氣空調 (HVAC) 系統相關的室外進氣口，利用機械裝置製造風流。大多數冷暖氣空調會採用室內循環以降低能耗，但這樣的作法會減少室外空氣引入；目前新建住宅多有引入全熱交換系統，利用循環通道的設計在增加室內外空氣的交換率之下盡可能降低能源的損耗。另一種方式為向外排氣的風扇如抽油煙機，可以有效地將室內汙染源向室外排出。
滲透：室內外的空氣透過房屋的縫隙流動，打開門、調整窗戶或開啟風扇，或交空調轉至室外循環模式可增加室內外通風率。在某些情形下，改善通風可以幫助控制室內溫度。然而需要注意的是，通風不全然一定改善室內空氣品質，使用通風來減少室內空氣污染物須經過仔細的評估，因為室外可能存在汙染源。
空氣淨化裝置運作原理是利用空氣通過裝置時，使用過濾、吸附、或分解的方式來去除汙染物。空氣清淨機的有效性取決於它從室內空氣中收集污染物的能力以及它通過清潔或過濾元件吸入的空氣循環量，非常有效的收集系統配上低空氣循環率不會有效淨化空氣，而高空氣循環率但效率低的收集系統也不會有效淨化空氣。利用材料與電廠等不同方式，讓裝置對汙染物的引力或吸收能力增加，達到收集汙染物的效果。吸附方式可分為物理性如靜電集塵、活性碳或化學性的次氯酸鈉溶液。處理效果上，化學吸附比物理性吸附能夠更有效的降低汙染物濃度，甚至有機會完全清除。
室內植栽常被認為能夠降低室內汙染源濃度，尤其是針對揮發性有機物。但是植栽所帶來的溼度增加有可能會促進黴菌生長，導致空氣品質下降。。住宅單位可以通過定期清潔地毯來進一步提高室內空氣品質。

## 延伸閱讀
- Bartlett, Allison H; Garcia-Houchins, Sylvia; Marrs, Rachel; Landon, Emily. . Open Forum Infectious Diseases. 2017, 4 (suppl_1)  [2025-08-14]. ISSN 2328-8957. PMC 5632105 . doi:10.1093/ofid/ofx163.354 （英语）.
- Lippai, Anett; Leelőssy, Ádám; Magyar, Donát. . Pathogens (Basel, Switzerland). 2024-11-29, 13 (12)  [2025-08-14]. ISSN 2076-0817. PMC 11728534 . PMID 39770309. doi:10.3390/pathogens13121048.